# Justicia skutchii
Justicia skutchii är en akantusväxtart som beskrevs av Emery Clarence Leonard. Justicia skutchii ingår i släktet Justicia och familjen akantusväxter. Inga underarter finns listade i Catalogue of Life.